# Cucullia macara
Cucullia macara là một loài bướm đêm thuộc họ Noctuidae. Nó được tìm thấy ở Bắc Phi the Levant và bán đảo Arabian.
Con trưởng thành bay từ tháng 12 đến tháng 2. Có một lứa một năm.